# 科貝萊奇納
49°46′5″N 24°57′20″E / 49.76806°N 24.95556°E
科比列奇納（烏克蘭語：Кобилеччина），是烏克蘭西部的村莊，隸屬利維夫州的佐洛奇夫區。該村面積0.24平方公里，海拔高度317米，2001年人口21，人口密度每平方公里88.61人。